# Straßenkünstler
Straßenkünstler bezeichnet Künstler, die den öffentlichen Raum zur Ausübung ihrer Kunst nutzen. Straßenkünstler treten als Musiker, Komiker, Pantomimen, Gaukler, Artisten, Jongleure, Zauberer, Straßenmaler usw. auf. Teilweise treten sie auch bei privaten Feierlichkeiten, Betriebsfeiern, Messen, Galas und in Kleinkunsttheatern auf. Sie sind über die Künstlersozialkasse versichert und werden über Künstleragenturen vermittelt.

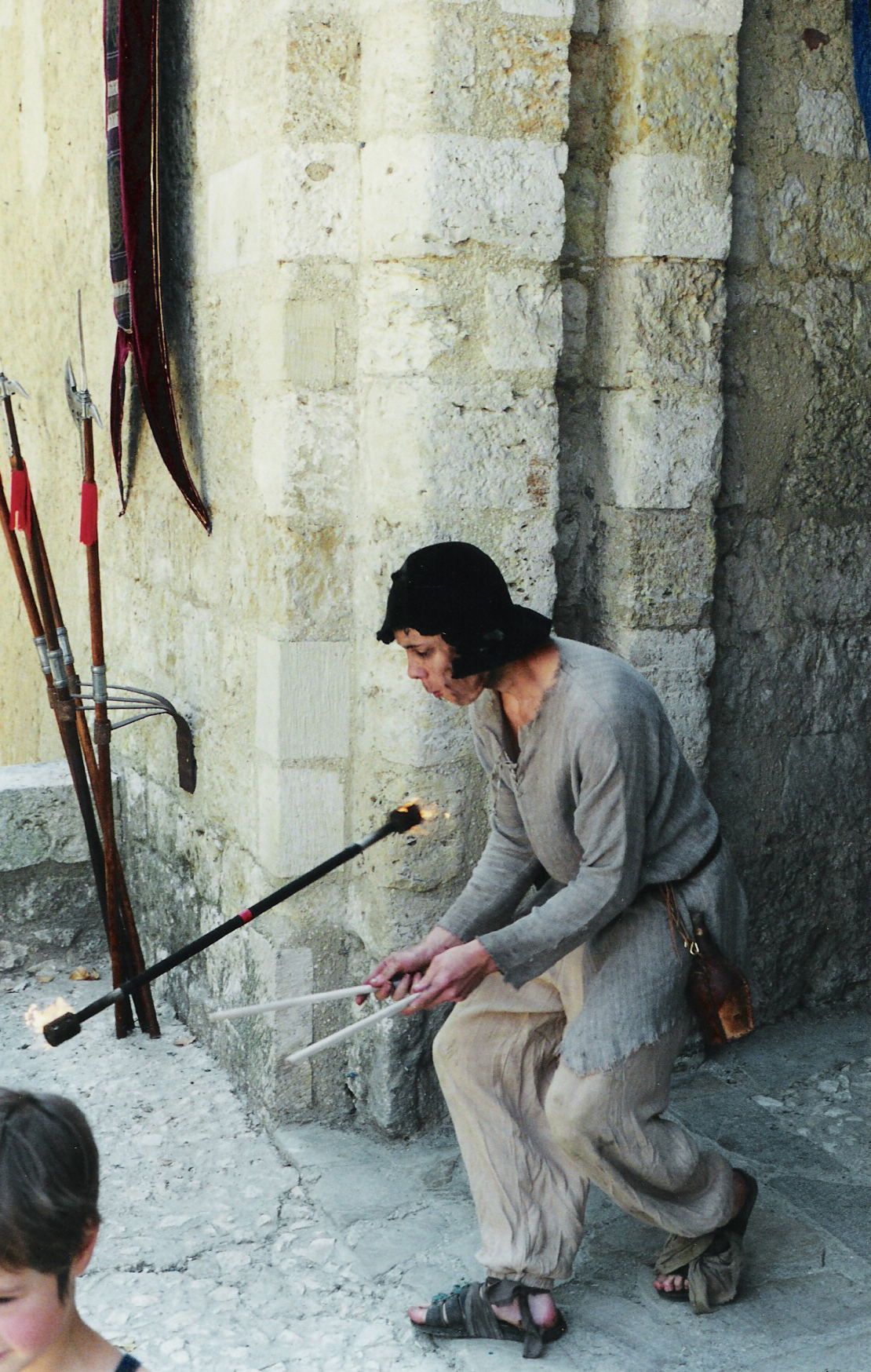
Straßenkünstler

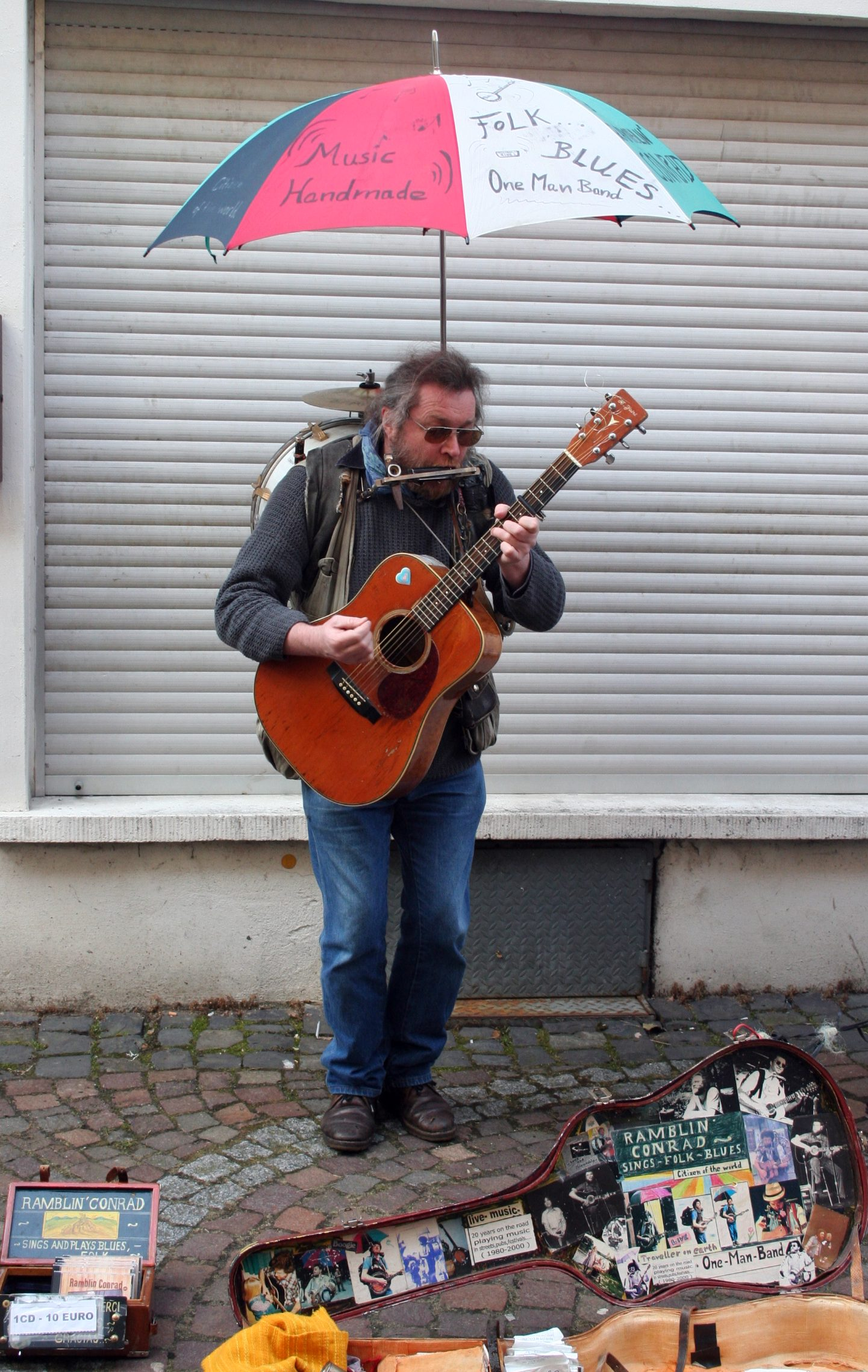
One man band

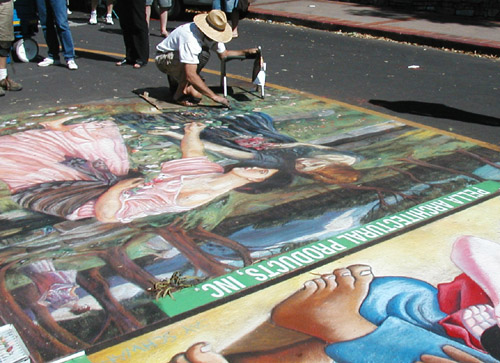
Straßenmaler

Die Haupteinnahmequelle der Straßenkünstler sind neben Gagen das sogenannte Hutgeld, welches im Anschluss an eine Show vom Publikum gesammelt wird. Traditionelle Auftrittsorte von Straßenkünstlern in Europa sind z. B. der Covent Garden in London oder die Ramblas in Barcelona. Der Begriff umfasst:
- Akrobaten und Artisten (z. B. Stelzenlauf und Jongleure)
- bildende Künstler, wie Straßenmaler (Pflastermaler) und Skulpteure (Sandskulpturen)
- Straßenmusik
- Straßentheater, u. a. Pantomimen, Gaukler, Komiker und Zauberkünstler

## Weltweit berühmte Straßenkünstler
1. Banksy ist der mit Abstand wichtigste Straßenkünstler der Welt. Er arbeitet unter einem Pseudonym, seine wahre Identität ist nicht bekannt. In seiner Straßenkunst drückt er Sozialkritik durch eingearbeitete Botschaften aus, über die Gesellschaft und ihr Verhalten bis hin zu politischen Themen. Er integriert intelligenten Humor, Sarkasmus und alltägliche Motive. Banksy hat viele Techniken, wie z. B. Graffiti mit Schablonen, und verwendet visuelle Stile, um die Betonung auf die Botschaft zu legen anstatt auf die Kunst selbst. Er wechselt von einer Farbpalette und Schriftführung zur Nächsten. Mal ist er ein feiner Künstler, mal wird er mit einer Handvoll Worte und einer einzigen Sprühdose zum einsamen Genie. Seine Werke sind überall auf der Welt verteilt.[1]
2. C215 ist ein französischer Straßenkünstler, der seine Kunst seit fast zwanzig Jahren auf der ganzen Welt zeigt. Durch das Abbilden von sozialen Problemen sensibilisiert er insbesondere die privilegierten Menschen. Seine Arbeit zeichnet sich durch die Porträts von Obdachlosen, Flüchtlingen, Kindern und alten Menschen auf der Straße aus.[2]
3. Der Straßenkünstler Vhils ist ein portugiesischer Künstler, der seine Porträts mit in der Öffentlichkeit gefundenen Materialien zeichnet. Sein Ziel ist es, mehr Menschen und die Umgebung einzubeziehen. Er kratzt buchstäblich an den Wänden der Gebäude, um seine Straßenkunstwerke zu schaffen.[3]

## Straßenkünstlerfestivals und Straßenkünstlerwettbewerbe
Eine Vielzahl von Straßenkünstlern finden sich auf Festivals und Wettbewerben zusammen. Hier haben die Künstler und Künstlerinnen die Möglichkeit, Auszeichnungen wie z. B. Goldener Besen, Straßenfiffi, uvm. zu erhalten, die als Referenzen dienen können. Mittlerweile gibt es zahlreiche solcher Veranstaltungen, auch in Deutschland. Häufig müssen sich die Veranstalter dieser Events den Vorwurf gefallen lassen, die Künstler für einen Hungerlohn anzulocken und für kommerzielle Zwecke zu missbrauchen, da es hier meistens keine Gagen gibt, sondern lediglich die Möglichkeit zur Sammlung von Hutgeld und die Chance auf einen Preis. Es gibt aber auch hervorragend organisierte Wettbewerbe, die von Straßenkünstlern gern wahrgenommen werden, beispielsweise den Wettbewerb Gütersloher Straßenfiffi: Gütersloher Straßenzauber.
Bekannte Festivals in Europa sind z. B. die Gauklerfeste in Berlin, Koblenz oder Feldkirch, Artisti di Strada in Ascona, La Strada in Bremen oder das internationale Straßenkünstlerfestival in Villach.

## Die 10 berühmtesten Straßenkunstwerke der Welt
1. Banksy, The Little Girl with the Balloon, 2002
2. Keith Haring, We the youth – Philadelphia, 1987
3. Combo, Coexist – Jerusalem, 2015
4. Obey, Marianne – Paris, 2015
5. Fresque murale de DFace, Love Won’t Tear Us Apart – Paris, 2017
6. Bradley Theodore, Anna Wintour & Karl Lagerfeld – New York, 2017
7. Banksy, The Flower Thrower – Jerusalem, 2003
8. Street art by Pichi and Avo – Belgium, 2014
9. Mural of Kobra, Etnias – Rio, 2016
10. Bambi, Don’t Shoot – London[5]

## Streetart
Als Street Art (auch: Streetart) wird die Kunst im öffentlichen Raum bezeichnet, die auf Oberflächen wie Außenmauern, Fassaden und Bürgersteigen aufgetragen wird. Diese anonyme Straßenkunst findet in der Regel im öffentlichen frei zugänglichen Raum statt. Street Art wird meist als Mittel zur Übertragung einer mit politischen Ideen oder sozialen Kommentaren verbundenen Botschaft verwendet. Im Gegensatz zu Graffiti enthält diese auf- und angebrachte Straßenkunst nicht immer eine Malerei. Die Techniken der Street Art sind vielfältig. In der Öffentlichkeit auftretende Straßenkünstler werden im Englischen als Streetperformer bezeichnet. Streetart-Künstler sind bildende Künstler, die legale oder illegale Kunstwerke im privaten und öffentlichen Raum schaffen. Hierbei steht meist nicht der performative Akt im Vordergrund, sondern das Werk selbst. Künstler und Aktivisten nutzen für ihre reflektierte und kritische Auseinandersetzung mit der Umgebung oder gesellschaftspolitischen Themen eine Vielzahl von Ausdrucksmöglichkeiten, darunter z. B. Graffiti, Sticker, Kreidezeichnungen und Cut-Outs.

## Einkommen und Steuer
Ein Straßenmusiker namens Eldar verrät, dass er pro Stunde im Schnitt 30 bis 40 Euro verdient. Das sind zwischen 100 und 150 Euro am Tag. Monatlich sind das etwa 2.000 Euro.
Freiberufliche Künstler müssen eine Einkommensteuer zahlen, wenn die Einnahmen einen gewissen Grundfreibetrag übersteigen. Sofern es keine Absicht der Gewinnerzielung gibt, gelten die Einnahmen als Spenden und bleiben in manchen Fällen steuerfrei. Werden jedoch zusätzlich zu den Auftritten auch Produkte (z. B. CDs) verkauft, so gilt dies als Gewerbe und eine zusätzliche Gewerbesteuer fällt an. Außerdem gilt jede Person, die von der Straßenmusik leben kann, vor dem Finanzamt als Künstler und muss ihre Einnahmen entsprechend versteuern.

## Straßenkunstprogramm Hannover
Das Straßenkunstprogramm von Hannover von 1969 bis 1974 benutzte den Begriff Experiment Straßenkunst, hat aber inhaltlich nichts mit Streetart oder der oben definierten Straßenkunst (insbesondere durch darstellende Künstler) zu tun. Die durch den Roten Faden zusammengehaltene Straßenkunst beinhaltete vor allem temporäre Kunst im öffentlichen Raum, die im Rahmen eines Stadtmarketingprojektes auf Kosten der Stadt für einen bestimmten Zeitraum in das Stadtbild eingefügt wurde. Von den aufgestellten Objekten sind einige wie die Nanas von Niki de Saint Phalle noch vorhanden.

## Persönlichkeiten und Gruppen
Bekannte deutschsprachige Straßenkünstler sind beispielsweise Superbuffo (Comedy), Dirty Fred (Jonglage), Marco Assmann (Straßenzauberei), Bernd Witthüser (Musik) und Jajko (Komik).
Emil Manser (1951–2004) war Straßenkünstler und Stadtoriginal von Luzern.
Walter Moshammer, ein promovierter Physiker, der am CERN über Hochenergiephysik forschte, tritt seit 20 Jahren als Seiltänzer und Akrobat insbesondere auf Stadt-, Gaukler- und Mittelalterfesten auf. Er errichtet außerdem großformatige Kartenhäuser und unterhält mit einem hölzernen Rhönrad, das er erst zusammensteckt und dann vorführt.